# Read my lips: no new taxes

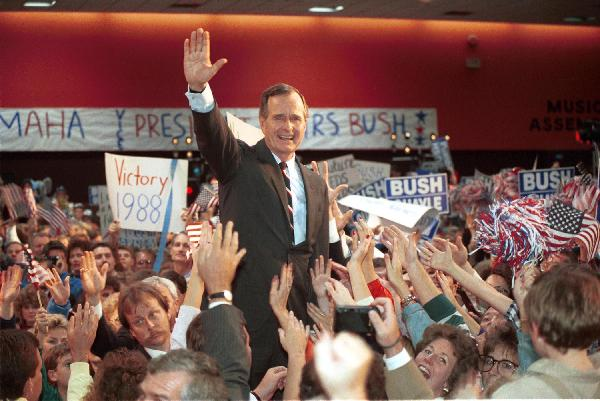
George Bush im Wahlkampf des Jahres 1988

„Read my lips: no new taxes“ (englisch wörtlich: „Lest es von meinen Lippen ab: keine neuen Steuern“, sinngemäß: „Nehmt mich beim Wort: keine neuen Steuern“) war ein Wahlversprechen des amerikanischen Präsidentschaftskandidaten George Bush, welches er am 18. August 1988 im Rahmen seiner Dankesrede auf der Republican National Convention in Louisiana abgab. Der Satz stammt von der Redenschreiberin Peggy Noonan und wurde zum bekanntesten Teil der Rede. Das Versprechen war eine wichtige Aussage im Wahlkampf 1988. Es gilt manchen als einer der entscheidenden Gründe für Bushs Sieg bei der Präsidentschaftswahl in den Vereinigten Staaten 1988.
Nach seiner Wahl zwangen der Rückgang des Wirtschaftswachstums und eine demokratische Mehrheit im Kongress Bush zu Kompromissen. 1990 erhöhte er verschiedene Steuern und brach so sein Wahlversprechen. Dies führte zu großem Unmut, vor allem unter konservativen Republikanern. 1992 wurde Bush der Bruch des Wahlversprechens in den Vorwahlen von seinem republikanischen Herausforderer Pat Buchanan vorgeworfen. Bei den Präsidentschaftswahlen 1992 benutzte Bill Clinton den Satz ebenfalls, um Bush zu diskreditieren.

## Das Versprechen

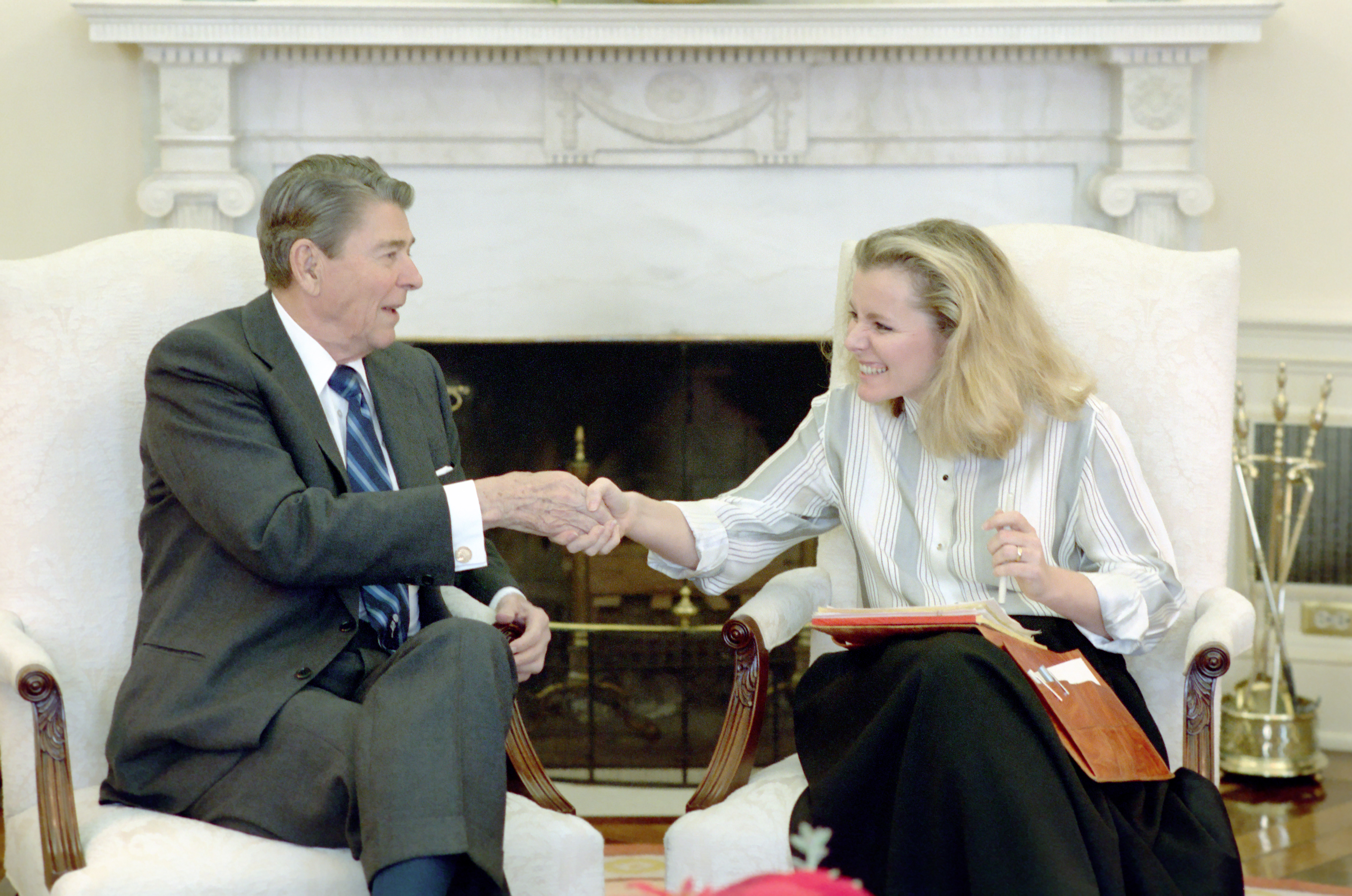
Peggy Noonan, hier mit Reagan 1988 im Weißen Haus.

Zum Zeitpunkt der Convention war die Nominierung Bushs als Präsidentschaftskandidat bereits sicher. Trotzdem waren seine Berater besorgt über die fehlende Begeisterung für Bush im konservativen Flügel der Partei. Nach den Worten seines Beraters James Pinkerton seien Steuern ein Thema, welches es vermochte, alle Konservativen zu vereinen, ohne jemand anderen zu verärgern. Aus diesem Grund wurde ein klares „Keine-neuen-Steuern“-Versprechen in der Dankesrede gegeben. Der volle Wortlaut zum Thema Steuern lautete:

“I’m the one who will not raise taxes. My opponent […] now says he’ll raise them as a last resort, or a third resort. But when a politician talks like that, you know that’s one resort he’ll be checking into. My opponent won’t rule out raising taxes. But I will. And the Congress will push me to raise taxes, and I’ll say no, and they’ll push, and I’ll say no, and they’ll push again, and I’ll say, to them, ‘Read my lips: No new taxes.’”

Sinngemäß:

„Ich bin derjenige, der keine Steuern erhöhen wird. Mein Gegner sagt, er würde sie als letzten Ausweg erhöhen – oder als dritten Ausweg. Aber wenn ein Politiker so etwas sagt, dann wissen Sie, dass er auf diesen Ausweg zusteuert. Mein Gegner will eine Steuererhöhung nicht ausschließen, aber ich tue es. Der Kongress wird mich dazu drängen, die Steuern zu erhöhen, und ich werde nein sagen, und sie werden drängen, und ich werde nein sagen, und sie werden erneut drängen, und ich werde zu ihnen sagen: ‚Nehmt mich beim Wort: keine neuen Steuern.‘“

Der Abschnitt wurde von Peggy Noonan, Bushs wichtigster Redenschreiberin, verfasst. Die Idee geht auf einen Vorschlag des Kongressabgeordneten Jack Kemp zurück, der später Bauminister unter Bush wurde. Die Hereinnahme der letzten Zeile führte zu Meinungsverschiedenheiten unter den Beratern. Einige kritisierten die zu harsche Wortwahl. Der prominenteste Kritiker war Bushs Wirtschaftsberater Richard Darman. Er bezeichnete die Zeile als „dumm und gefährlich“. Darman war einer der Architekten der von Ronald Reagan 1982 durchgeführten Steuererhöhung und versprach sich eine wichtige Rolle in der Bush-Regierung. Er war der Ansicht, dass ein solches hundertprozentiges Versprechen die Handlungsfähigkeit der Regierung beschränken werde. Auf den Rat von anderen, vor allem Roger Ailes, wurde die Passage trotzdem in die Rede aufgenommen. Man war der Ansicht, das Versprechen wäre notwendig, um die Unterstützung des konservativen Teiles der Partei für den sonst eher gemäßigten Wahlkampf sicherzustellen. Weiterhin versprach man sich, dem bisher als schwach und wankelmütig geltenden Kandidaten ein schärferes Profil geben zu können. Zu diesem Zeitpunkt lag Bush in den Umfragen deutlich hinter dem Demokraten Michael Dukakis zurück. Darman kritisierte, dass die Kampagne viel stärker darauf ausgelegt gewesen sei, die Wahl zu gewinnen, als eine Grundlage für das Regieren zu legen.
Der mit sichtbarer Überzeugung und Hingabe vorgetragene Satz „Read my lips: no new taxes“ wurde in der Folgezeit in den Medien zu einem der meistgezeigten Einspieler, so wie es das Wahlkampfteam beabsichtigt hatte. Bush gewann die Wahl letztlich deutlich vor Dukakis.

## Die Steuererhöhung
Nach der gewonnenen Wahl war es für Bush schwierig, sein Versprechen zu halten. In den Berechnungen während des Wahlkampfs war man davon ausgegangen, dass das starke Wachstum der späten 1980er auch während der Amtszeit von Bush anhielte. Es kam jedoch anders und die Wirtschaft fiel in eine tiefe Rezession. Durch die sinkenden Einnahmen sowie steigende Ausgaben wuchs das Staatsdefizit 1990 deutlich an. Der 1985 vom Senat verabschiedete Gramm-Rudman-Hollings Act zwang den Kongress und den Präsidenten dazu, das Defizit zu verringern. Anderenfalls wären die Staatsausgaben automatisch reduziert worden, was weder im Interesse der Republikaner noch der Demokraten lag. Eine sinnvolle und gezielte Kürzung der Staatsausgaben war schwierig, da bereits in der Reagan-Ära Verschwendungen bekämpft und einfach zu realisierende Einsparungen durchgeführt worden waren. Weitere Kürzungen mit einer ausreichenden Wirkung hätten aus dem Bereich der sozialen Sicherungssysteme, aus dem Gesundheitswesen oder beim Militär durchgeführt werden müssen. Die im Kongress über die Mehrheit verfügenden Demokraten lehnten drastische Kürzungen ab, wenn sie nicht wenigstens von einigen Steuererhöhungen begleitet würden.
Trotz dieser Probleme wurde der Haushalt für 1989 ohne größere Probleme verabschiedet. Dies gelang hauptsächlich deshalb, weil sich das Weiße Haus mit Dan Rostenkowski, dem Vorsitzenden des Committee on Ways and Means, darauf einigte, die Gespräche über Leistungskürzungen und Steuererhöhungen auf das nächste Jahr zu verschieben.
Die Aufstellung des Haushaltes für das Jahr 1990 war ungleich schwieriger. Anfangs legte Bush dem Kongress einen Entwurf vor, der deutliche Kürzungen, aber keine Steuererhöhungen enthielt. Dieser wurde von den Demokraten im Kongress abgelehnt. Es war klar, dass in den anschließenden Verhandlungen ein Kompromiss in Sachen Steuererhöhungen gefunden werden musste. Richard Darman, der mittlerweile zum Leiter des Office of Management and Budget berufen wurde, und Stabschef John Sununu sprachen sich für einen solchen Kompromiss aus. Diese Meinung teilten auch andere bedeutende Republikaner wie Gerald Ford, Paul O’Neill und Lamar Alexander. Die einzige Alternative wäre gewesen, ein Veto gegen jeden Haushaltsentwurf aus dem Kongress auszusprechen und so die Einstellung der staatlichen Leistungen im nächsten Jahr zu riskieren oder möglicherweise die automatischen Kürzungen des Gramm-Rudman-Hollings Act auszulösen.
Ende Juli äußerte sich Bush zu dem Thema wie folgt:
„it is clear to me that both the size of the deficit problem and the need for a package that can be enacted require all of the following: entitlement and mandatory program reform, tax revenue increases, growth incentives, discretionary spending reductions, orderly reductions in defense expenditures, and budget process reform.“
Sinngemäß:
„Es ist mir bewusst, dass sowohl das Ausmaß des Defizits als auch die Notwendigkeit, ein Paket zusammenzustellen, das verabschiedet werden kann, alle dieser Punkte erfordern: eine Reform der Anspruchssysteme und der staatlichen Programme, eine Erhöhung des Steueraufkommens, eine Unterstützung des Wirtschaftswachstums, eine Reduktion der frei verfügbaren Ausgaben, systematische Reduzierungen der Verteidigungsausgaben und eine Reform der Budgetverhandlungen.“
Die Schlüsselstelle war dabei der Hinweis auf die Erhöhung des Steueraufkommens, die nun zur Verhandlung stand. Die Veröffentlichung der Äußerungen führte zu großem Aufsehen. So titelte die New York Post am folgenden Tag „Read my Lips: I Lied.“ Anfangs führten einige Republikaner noch an, dass eine Erhöhung des Steueraufkommens nicht zwangsläufig mit einer Steuererhöhung gleichzusetzen sei. So könnte damit auch gemeint sein, dass der Staat daran arbeite, das steuerpflichtige Einkommen von Arbeitnehmern und Unternehmen zu erhöhen. Kurze Zeit später bestätigte Bush dann aber die anstehenden Steuererhöhungen.
Zu den größten Kritikern des Politikwechsels gehörten Republikaner wie Vizepräsident Dan Quayle, Newt Gingrich und die Führung des Senats. Sie waren der Ansicht, Bush habe das wichtigste Wahlargument der Republikaner für die nächsten Jahre zerstört. Sie waren außerdem verärgert, dass die republikanische Führung nicht im Voraus über den Schritt informiert worden sei. Der so wahrgenommene Verrat führte zu Kämpfen innerhalb der republikanischen Partei. Als Sununu Gingrich anrief, um ihm die Neuigkeiten zu berichten, legte dieser verärgert auf. Als Senator Trent Lott den Richtungswechsel hinterfragte, erklärte Sununu der Presse, Lott sei in diesem Zusammenhang bedeutungslos. Ed Rollins, Vorsitzender des Republican Congressional Committee, wurde aus seinem Amt entlassen, nachdem er in einem Memo republikanische Kongressmitglieder dazu aufgefordert hatte, sich vom Präsidenten zu distanzieren, wenn sie ein Interesse an ihrer Wiederwahl hätten. Viele Republikaner waren der Meinung, dass die Umkehr von der alten Politik, so sie denn nötig war, zumindest schlecht durchgeführt worden sei. Die Verlautbarung war einfach an das schwarze Brett des Pressezentrums geheftet worden. Es hatte keinerlei Anstrengungen gegeben, die Nachricht gut zu verkaufen oder den Paradigmenwechsel zu verteidigen, keinen Versuch, das Volk langsam mit dem Gedanken an eine Steuererhöhung vertraut zu machen, um es von der Notwendigkeit zu überzeugen. Keine einflussreichen Republikaner waren als Befürworter eingesetzt worden, um der konservativen Basis die Kehrtwende näher zu bringen.
Im September brachte Bush einen von der Führung des Kongresses unterstützten neuen Haushaltsentwurf ein. Dieser enthielt die sofortige Erhöhung der Steuer auf Benzin um 5 Cent pro Gallone sowie eine schrittweise weitere Erhöhung in den nachfolgenden Jahren. Überraschenderweise wurde der Vorschlag vom Repräsentantenhaus abgelehnt. Über 100 konservative Republikaner unter der Führung von Newt Gingrich stimmten aufgrund der Steuererhöhung gegen den Vorschlag. Gleichzeitig kamen viele Gegenstimmen aus dem linken Lager der Demokraten, welche eine zu starke Belastung der ärmeren Bevölkerungsschichten durch die starke Erhöhung einer Verbrauchssteuer befürchteten. Bush stoppte den Fortsetzungsbeschluss, und als Folge war die Bundesregierung ab dem 5. Oktober über das Columbus-Day-Wochenende handlungsunfähig. Drei Tage später stimmte Bush einem neuen Entwurf zu und kurze Zeit später wurde der Omnibus Budget Reconciliation Act of 1990 verabschiedet. In dem neuen Entwurf wurden Teile der Mineralölsteuererhöhungen durch einen zehnprozentigen Zuschlag auf den Spitzensteuersatz (wodurch der marginale Steuersatz auf 30,8 % stieg) sowie zusätzliche Steuern auf Alkohol, Tabakprodukte, Autos und Luxusyachten ersetzt.
Unter diesen Ereignissen litt Bushs Beliebtheit. Von einem Spitzenwert von 79 % zu Anfang seiner Amtszeit sank die Zustimmungsrate für Bushs Politik auf nur noch 56 % Mitte Oktober 1990. In diesem Jahr wählte die American Dialect Society den Ausdruck Bushlips, mit der Bedeutung einer unaufrichtigen Politikeräußerung, zu ihrem Wort des Jahres. Die ganze Entwicklung war ein schwerer Schlag für alle Republikaner, die bei den Wahlen in der Mitte der Amtszeit im Senat und im Repräsentantenhaus schwere Verluste hinnehmen mussten. Kurze Zeit später ließ der Golfkrieg die Ereignisse vergessen und die Zustimmungsraten für Bush stiegen wieder deutlich an.

## Die Wahl 1992
Die Umkehr in der Steuerpolitik wurde gelegentlich in der Phase der Kandidatennominierung der Demokraten thematisiert. Weite Verbreitung erreichte dieses Thema allerdings durch Pat Buchanan, Bushs Herausforderer bei den republikanischen Vorwahlen. Buchanan nannte die Umkehr als einen der Hauptgründe, um Bush herauszufordern. Am Tag seines Eintritts in den Vorwahlkampf sagte er, er trete an, „weil wir Republikaner nicht länger behaupten können, es sei alles ein Fehler der Linken. Es war nicht irgendein linker Demokrat, der sagte 'Read my lips: no new taxes', sein Versprechen brach, um ein schäbiges Hinterzimmergeschäft mit den großen Geldverteilern vom Capitol Hill abzuschließen“. Buchanan machte anschließend in seiner Kampagne für New Hampshire regelmäßig Gebrauch von dem Bush-Zitat und benutzte es für seine Wahlwerbespots in Funk und Fernsehen. Buchanan gewann überraschend 40 % der Stimmen in New Hampshire, was Bush ein für einen amtierenden Präsidenten dramatisch schlechtes Ergebnis einbrachte. Die erste Antwort von Bush war, dass der Zustand der Wirtschaft eine Steuererhöhung notwendig gemacht habe. Umfragen hätten gezeigt, dass die meisten Amerikaner darin übereinstimmen würden, dass eine gewisse Steuererhöhung notwendig sei. Das größere Problem für Bush war der Verlust an Vertrauen und Respekt.
Als die Vorwahlen in Georgia näher kamen und Buchanan immer noch eine Bedrohung darstellte, änderte Bush seine Strategie und entschuldigte sich für die Steuererhöhung: „Ich habe es getan und ich bedauere es und ich bedauere es“ und räumte ein, dass er die Steuern nicht noch einmal erhöhen würde, wenn er die Zeit zurückdrehen könnte. In der Debatte am 19. Oktober wiederholte er mehrfach, dass es ein Fehler gewesen sei, die Steuern zu erhöhen, und er „für eine bessere Einigung hätte ausharren sollen“. Diese Entschuldigungen blieben wirkungslos. Das gebrochene Versprechen belastete Bush während des gesamten Wahlkampfes.
Der demokratische Kandidat Bill Clinton, der die Steuererhöhung nicht für falsch erachtete, schaffte es, das gebrochene Versprechen in der letzten Phase des Wahlkampfs geschickt einzusetzen. Im Oktober 1992 zeigte ein von Wahlkampfleiter James Carville gestalteter Fernsehspot Bush wiederholt, wie er das Versprechen aussprach. Der Spot sollte Bushs verräterischen Charakter entlarven und wird als einer der effektivsten Spots angesehen. Die Steuerlüge spielte eine entscheidende Rolle für die schlechtere Beurteilung von Bushs Charakter. Trotz der zahlreichen Skandale, die Clinton während des Wahlkampfs belasteten, wurden beide Kandidaten für gleich integer gehalten. Auch Clintons effektivster, der „How’re-you-doin-(Wie-geht´s-dir?)“-Spot, enthielt einen Auszug aus der „Read-my-lips“-Rede.

## Popkulturelle Referenzen und Parodien
Infolge des gebrochenen Versprechens wurde das Zitat von zahlreichen Künstlern aufgegriffen.
Die amerikanische Glam-Metal-Band White Lion verwendete den Mitschnitt im Song Lights and Thunder auf dem 1991 erschienenen Album Mane Attraction.
So kam es in dem 1992 von Megadeth auf dem Album Countdown to Extinction veröffentlichten Lied Foreclosure of a Dream (Versteigerung eines Traumes) vor. Der Song handelt von der Familie des Bassisten. Sie waren Farmer in Minnesota und wurden in der Reagan-Ära arbeitslos.
Im Jahr 2005 benutzten Mudvayne das Zitat in ihrem Lied Choices („Auswahl“). Das Lied ist antipolitisch und nennt Staatsoberhäupter verantwortungslos. Das Zitat ist eines von mehreren, das diese These unterstreichen soll.
Don Was benutzte zahlreiche Ausschnitte der Rede als Audio-Samples und produzierte unter dem Pseudonym „A Thousand Points of Night“ 1988 die Single Read My Lips. Auch das dazugehörige Musikvideo zeigt Ausschnitte und Videoschnipsel von Bushs Rede und diversen Fernsehauftritten. Das Musikvideo verursachte eine heftige Kontroverse in den Medien, als es 1992 während der Bush/Clinton/Perot-Präsidentschaftswahl auf MTV lief.
Im Film Hot Shots aus dem Jahr 1991 kommt das Zitat in einer Rückblende vor. Topper Harley wird von verschiedenen Erinnerungen abgelenkt und verliert deshalb die Kontrolle über das Flugzeug. Eine dieser Erinnerungen ist die Bushrede.
In der 77. Episode von Animaniacs singen die Warner-Geschwister in dem Lied „The Presidents Song“ über die Geschichte der US-Präsidenten von George Washington bis Bill Clinton, wobei jeder Präsident einen gewissen Amtsakt, ein Zitat oder eine bekannte Marotte zugeschrieben bekam, die der jeweilige hatte. Im Falle von George H.W. Bush war es „(...) and George Bush said: Read my Lips!“
Der Satz wurde oft parodiert, indem die Wörter lips oder taxes ausgetauscht wurden. Dana Carvey benutzte verschiedene Varianten des Satzes in der Fernsehshow Saturday Night Live. Sogar die Bush-Familie selbst wandelte das Zitat des Öfteren ab. So sagte Bush zu einem Reporter, der ihn beim Joggen störte, „read my hips“ („Lest es von meinen Hüften“). Sein Sohn George W. Bush beschwerte sich zu seiner Zeit als Gouverneur in Texas mit den Worten „Read my lips: no more tuxes“ („Lest es von meinen Lippen ab: keine Smokings mehr“) über die zu formelle Kleidung.
Das Zitat wurde zum Namen einer Partei, wenngleich es sich dabei nur um eine Scheinpartei handelte. In der Wahl zum US-Repräsentantenhaus 2002 trat in Minnesotas drittem Distrikt Sam Garst als Kandidat der No New Taxes Party an. Garst war ein Unterstützer des amtierenden Demokraten Bill Luther und wollte angeblich dem republikanischen Herausforderer John Kline Stimmen in dem engen Rennen streitig machen. Der Plan schlug fehl, als Kline Luther beschuldigte, einen schmutzigen Wahlkampf zu führen, da Luthers Wahlkampfleiter von der Kandidatur Garsts wisse. Kline forderte, dass Garst an den Kandidatendebatten teilnehmen sollte. Garst verließ den Distrikt während des Wahlkampfs. Kline gewann die Wahl, und Garst konnte über 12.000 Stimmen gewinnen, was etwa 4 % entspricht.